# Норьяс-дель-Пасо-Ондо
Норьяс-дель-Пасо-Ондо (исп. Norias del Paso Hondo) — небольшой город в центральной части Мексики, на территории штата Агуаскальентес. Входит в состав муниципалитета Агуаскальентес.

## Географическое положение
Норьяс-дель-Пасо-Ондо расположен на юге штата, преимущественно на левом берегу сезонно пересыхающего водотока Арройо-Пасо-Ондо, на расстояние приблизительно двух километров к востоку от города Агуаскальентес. Абсолютная высота — 1965 метров над уровнем моря.

## Население
По данным переписи 2010 года, численность населения Норьяс-дель-Пасо-Ондо составляла 2539 человек. Динамика численности населения города по годам:
| 2000 | 2005 | 2010 |
| ---- | ---- | ---- |
| 975  | 2119 | 2539 |